# Mello Music Group
 (avril 2016).
Si vous disposez d'ouvrages ou d'articles de référence ou si vous connaissez des sites web de qualité traitant du thème abordé ici, merci de compléter l'article en donnant les références utiles à sa vérifiabilité et en les liant à la section « Notes et références ».
Mello Music Group, également appelé MMG, est un label indépendant américain basé à Tucson, Arizona. 
Fondé en 2007 par Michael Tolle, ce label produit des albums et compilations de hip-hop de producteurs et rappeurs comme Oddisee, Apollo Brown, Open Mike Eagle, yU, L'Orange ou Rapper Big Pooh. Le premier projet signé sur le label est l'album 101 d'Oddisee, en 2008.